# Suore della carità cristiana del Preziosissimo Sangue
Le Suore della Carità Cristiana del Preziosissimo Sangue (in neerlandese Liefdezusters van het Kostbaar Bloed; sigla C.P.S.) sono un istituto religioso femminile di diritto pontificio.

## Storia
Le origini della congregazione risalgono all'asilo aperto a Sittard nel 1857 da Gertrud Spickermann, religiosa delle suore di carità di San Carlo Borromeo di Maastricht. Con il permesso del vescovo di Roermond, la comunità su rese indipendente dalla casa-madre il 17 giugno 1862.
In principio la comunità di Sittard conservò la regola della congregazione di Maastricht, poi il superiore ecclesiastico delle suore, Felix Rudolf Fels, e la loro superiora generale, Maria Ludgera Schweers, elaborarono delle nuove costituzioni.
Papa Leone XIII approvò l'istituto l'11 luglio 1890 aggiungendo al titolo di "suore della Carità cristiana" il riferimento al Preziosissimo Sangue; l'approvazione definitiva delle costituzioni giunse il 3 giugno 1901.

## Attività e diffusione
Le suore si dedicano all'istruzione e all'educazione cristiana della gioventù e alla cura dei malati.
Sono presenti in Germania, Indonesia, Paesi Bassi e in Africa; la sede generalizia è a Jakarta.
Alla fine del 2015 l'istituto contava 180 religiose in 18 case.